# NGC 1924
NGC 1924 ist eine Balken-Spiralgalaxie vom Hubble-Typ SBbc mit ausgedehnten Sternentstehungsgebieten im Sternbild Orion am Südsternhimmel. Sie ist schätzungsweise 109 Millionen Lichtjahre von der Milchstraße entfernt und hat einen Durchmesser von etwa 55.000 Lichtjahren.
Das Objekt wurde von dem Astronomen Wilhelm Herschel am 5. Oktober 1785 entdeckt.